# Qilingong
Il QilinGong, lo stile  di Qi Gong elaborato ed insegnato dal Maestro Lin Kai Ting rappresenta “l'essenza” dei cinque principali stili tradizionali di Qigong e combina potenti metodi e tecniche, adattati allo stile di vita moderno occidentale.
Il nome QilinGong è una combinazione di due parole: Qilin e Gong. Il Qilin è una creatura mitologica cinese avente la testa di drago, le corna di cervo, il corpo di tigre, la coda di leone e corpo ricoperto di squame. Il Qilin è un simbolo di saggezza, serenità e prosperità. Gong significa maestria e abilità. La pratica di QilinGong non richiede il ritirarsi o l'abbandonare la vita sociale. Al contrario, con la pratica ci si sente più radicati ed integrati nella società.
Un'altra caratteristica di questo metodo è che certe tecniche possono essere incorporate nella routine quotidiana e possono essere praticate simultaneamente ad altre attività: camminando, stando in piedi o seduti, guidando la macchina o anche dormendo. Il QilinGong può essere praticato 24 ore al giorno. Oltre alle tecniche, il QilinGong è un modo di vivere basato sul rispetto dei valori universali e i principi di umanità, moralità, rispetto per la vita, amore e compassione.